# Ebbenhouten Schoen 1997
De verkiezing van de Ebbenhouten Schoen 1997 werd op 16 mei 1997 gehouden. Émile Mpenza won de Belgische voetbaltrofee voor de eerste keer. Hij was de eerste laureaat die in België werd geboren.

## Winnaar
De jonge aanvaller Émile Mpenza trok in 1996 samen met zijn broer Mbo Mpenza van KV Kortrijk naar Excelsior Moeskroen. Onder leiding van trainer Georges Leekens werd Moeskroen in 1997 verrassend derde in de competitie. De broers Mpenza waren met hun snelheid en neus voor doelpunten de uitblinkers bij Moeskroen. Voor de Ebbenhouten Schoen werd er in twee ronden gestemd. Na de eerste ronde gingen de vijf koplopers door naar de finale. Zowel Emile als Mbo Mpenza eindigde na de eerste stemronde in de top 5. Van de vijf finalisten kreeg Émile Mpenza uiteindelijk de meeste voorkeurstemmen.

## Uitslag
| Nr.             | Land                                      | Naam               | Club(s)             | Punten     |
| Finalisten      | Finalisten                                | Finalisten         | Finalisten          | Finalisten |
| --------------- | ----------------------------------------- | ------------------ | ------------------- | ---------- |
| 1.              | Vlag van Congo-Kinshasa · Vlag van België | Émile Mpenza       | Excelsior Moeskroen |            |
| 2.              | Vlag van Congo-Kinshasa · Vlag van België | Mbo Mpenza         | Excelsior Moeskroen |            |
| 3.              | Vlag van Senegal                          | Khalilou Fadiga    | Lommel SK           |            |
| 4.              | Vlag van Nigeria                          | Celestine Babayaro | RSC Anderlecht      |            |
| 5.              | Vlag van Marokko · Vlag van België        | Nordin Jbari       | KAA Gent            |            |
| Vervolg uitslag |                                           |                    |                     |            |
| 6.              | Vlag van Congo-Kinshasa                   | Elos Elonga Ekakia | KSC Lokeren         | 34         |
| 7.              | Vlag van Rwanda (1962-2001)               | Désiré Mbonabucya  | KV Mechelen         | 22         |
| 8.              | Vlag van Ivoorkust                        | Patrice Zéré       | KRC Harelbeke       | 7          |
| 9.              | Vlag van Engeland                         | Radolph Richards   | KV Kortrijk         | 6          |
| 10.             | Vlag van Algerije · Vlag van België       | Mohammed Barka     | KAA Gent            | 6          |
| 11.             | Vlag van Congo-Kinshasa                   | Nzelo Lembi        | Club Brugge         | 4          |
| 12.             | Vlag van Congo-Kinshasa                   | Ngoy Nsumbu        | Cappellen FC        | 4          |
| 13.             | Vlag van Ghana                            | Eric Addo          | Club Brugge         | 3          |
| 14.             | Vlag van Congo-Kinshasa · Vlag van België | Daniel Kimoni      | Racing Genk         | 3          |
| 15.             | Vlag van Nigeria                          | James Obiorah      | RSC Anderlecht      | 3          |

1992 · 1993 · 1994 · 1995 · 1996 · 1997 · 1998 · 1999 · 2000 · 2001 · 2002 · 2003 · 2004 · 2005 · 2006 · 2007 · 2008 · 2009 · 2010 · 2011 · 2012 · 2013 · 2014 · 2015 · 2016 · 2017 · 2018 · 2019 · 2020 · 2021 · 2022 · 2023 · 2024